# Élisa Sergent
Elisa Sergent est une actrice française née à Vire (Calvados).

## Biographie
Elisa Sergent est une actrice française, née à Vire. 
Après une licence d'anglais passée à Dublin en Irlande, elle s'inscrit au cours de théâtre de Charlotte Noyelle à Caen, puis intègre les Cours Florent à Paris.

## Filmographie

### Cinéma
- 2024 : Jamais sans mon psy d'Arnaud Lemort
- 2022 : Jackpotes de Julian Naceri
- 2021 : Die Höhenluft - für Alle und Keinen de Mika'ela Fisher[1]
- 2017 : Menina de Cristina Pinheiro[2],[3]
- 2017 : Mon poussin de Frédéric Forestier
- 2004 : Nous étions libres de John Duigan

### Télévision
- 2023 : Her Deadly Night In Paris , Lane Shefter Bishop, Lifetime USA
- 2021 : Ici tout commence : Valérie Myriel (secondaire)
- 2021 : Tandem (saison 5, épisodes 11-12) : Ingrid Verdier
- 2020 : Faux semblants : Hélène Legrand
- 2019 2020 et 2021 : Demain nous appartient : Valérie Myriel (secondaire) / Ariane Battisti (secondaire)
- 2019 : Candice Renoir
- 2019 : Double Je de Laurent Dussaux et Akim Isker (épisode 2) : Fanny Deleuze
- 2018 :  Alice Nevers : le juge est une femme (épisode Dans la peau)
- 2017 : La Guerre des trônes, la véritable histoire de l'Europe (épisode Le Roi fou et la Pucelle) : la reine Isabeau de Bavière
- 2017 : L'Art du crime, épisode Une beauté faite au naturel (1re et 2e parties)
- 2015 : Commissaire Magellan (épisode Jeu, set et meurtres)
- 2015 : L'Amour à 200 mètres (épisode Eliette et Johan)
- 2014 : Une chance de trop (épisode 5)
- 2013 : Julie Lescaut (épisode Tragédie)
- 2009 : Un viol de Marion Sarraut : Lieutenant Castaing
- 1998 : Les Vacances de l'amour (saison 3, épisode 51) : Lisa

### Court-métrage
- 2020 : Just Another Friday, Yamit Capdevila
- 2018 : Nouvelle vague, Alexandre Guérin
- 2018 : The amazings, Eléa Clair
- 2018 : Je suis un cadeau surprise, de Nadia Van de Ven et Elisa Sergent, réalisé par Nadia Van de Ven
- 2017 : Nos jours bénis, Blessed Days, Valentina Casadei, Special Mention Supporting Actress short Film Ficcoc's Festival December 2017
- 2017 : Empreinte, Lola Geslin
- 2016 : Lanceur d'alerte, Guillaume Desjardins et Jérémy Bernard, Les Parasites
- 2016 : L'Impasse, Samuel Guerrier et Alison Gallego
- 2015 : 1.0.0.1, Jules Thénier
- 2015 : Borderline thérapie, Frédéric Guyot
- 2015 : Tata, Mathieu Buffler
- 2015 : Back to Mississippi, Kevin Follézou et Flavien Duvoix, Prix Meilleur Film 48 Hour Film Project Dijon 2015
- 2014 : Le Dernier Train, Kévin Follézou
- 2014 : Libre ou Mort, Flavien Duvoix et Kevin Follezou, Prix Meilleur Réalisateur 48 Hour Film Project Dijon 2014
- 2013 : Union Jack Case, Mary Savvidou
- 2013 : Sybaris, Flavien Duvoix et Arthur Beaudoin, Prix Meilleure Actrice 48 Hour Film Project Dijon 2013

### Internet
- 2021 : Prisoner,  Ingrid Franchi - Série web

## Théâtre
- 2022 : Le voyage de Tohé, Élisa Sergent, mise en scène Elisa Sergent, Théâtre Le Funambule-Montmartre[4], Théâtre Essaïon, Le Mélo d'Amélie. Nomination Trophées de la Comédie Musicale Jeune Public 2023
- 2014-2013 : Le Tour du monde en 80 jours, Sébastien Azzopardi et Sacha Danino, mise en scène Sébastien Azzopardi, Théâtre du Splendid, Théâtre Les Béliers Festival d'Avignon 2013
- 2013-2011 : On est tous portés sur la question, Clément Michel, Carole Greep, Sébastien Azzopardi, Sacha Danino, Hervé Devolder, mise en scène Rodolphe Sand, Théâtre Mélo d'Amélie, Les 3T
- 2009 : Les Caprices de Marianne, Alfred de Musset, mise en scène Sébastien Azzopardi, Théâtre du Lucernaire
- 2008-2007 : L'Éventail de Lady Windermere, Oscar Wilde, mise en scène Sébastien Azzopardi, Théâtre 14, Théâtre des Bouffes Parisiens, Nomination Meilleur Spectacle du Théâtre Public aux Molières 2007
- 2006 : L'Éventail de Lady Windermere, Oscar Wilde, mise en scène Sébastien Azzopardi, Théâtre 14 Jean-Marie Serreau
- 2006 : Le Tour du monde en 80 jours, Sébastien Azzopardi et Sacha Danino, mise en scène Sébastien Azzopardi, Théâtre du Lucernaire, Prix du Public Festival d'Anjou 2007, Prix Charles Oulmont 2006, Nomination Raimu 2006
- 2005 : Le Mariage de Barillon, Georges Feydeau, mise en scène Jacques Échantillon, Théâtre du Palais Royal
- 2005 : Le Barbier de Séville, Beaumarchais, mise en scène Sébastien Azzopardi, Théâtre du Lucernaire
- 2005 : Faisons un rêve, Sacha Guitry, mise en scène Sébastien Azzopardi, Comédie Bastille
- 2004- 2003 : Le Barbier de Séville, Beaumarchais, mise en scène Sébastien Azzopardi, Théâtre des Cinq Diamants
- 2004 : L'Éventail de Lady Windermere, Oscar Wilde, mise en scène Sébastien Azzopardi, Tournée et Festivals
- 2003 : L'Heureux Stratagème, Marivaux, mise en scène Caroline Darnay, Tambour Royal, Théâtre du Renard
- 2003 : L'Éventail de Lady Windermere, Oscar Wilde mise en scène Tilly, Théâtre du Palais-Royal
- 2002 : Mademoiselle Chante, monologue de et mis en scène Francisca Rossell Garcia, Cyber Act Théâtre
- 2001 : Quelle famille !, Francis Joffo, mise en scène Francis Joffo, Théâtre du Palais-Royal, Théâtre Saint-Georges
- 2000 : Monsieur Labiche, d'après Labiche, mise en scène Catherine Brieux, Théâtre Les Cinq Diamants
- 2000 : La Belle au Bois dormant, Perrault, mise en scène Catherine Brieux, Théâtre Les Cinq Diamants
- 2000 : Après la Pluie, Sergi Belbel, mise en scène Agathe Collette, Théâtre de la cuvette, Nancy
- 1999 : Le Plaisir, d'après Crébillon fils, mise en scène Eric-Gaston Lorvoire, Théâtre Mélo d'Amélie

## Doublage
- 2024 : Final Fantasy VII Rebirth : voix additionnelles

## Distinctions
- 2023 : "Nomination Trophées de la Comédie Musicale Jeune Public 2023 " pour Le Voyage de Tohé d'Elisa Sergent
- 2021 : "Bourse Déclencheur Adami" attribuée à Elisa Sergent, pour Le Voyage de Tohé d'Elisa Sergent
- 2017 : "Special Mention Supporting Actress short Film Ficcoc's Festival December 2017", Blessed Days, Nos jours bénis, Valentina Casadei
- 2013 : "Meilleure actrice 48 Hour Film Project Dijon 2013", Sybaris, Flavien Duvoix et Arthur Beaudoin.